# Georg Högberg
Karl Georg Högberg, född 23 april 1895 i Ockelbo i Gävleborgs län, död 16 maj 1956 i Enskede, var en svensk målare och publicist.
Högberg var som konstnär autodidakt. Han debuterade i en akvarellutställning på Louis Hahnes konsthandel i Stockholm 1947 och ställde därefter ut i bland annat Göteborg, Gävle, Boden och på Lidingö. Hans konst består av sol- och månmotiv, blomsterstycken, stadsbilder, landskap och romantiska naturfantasier. Han var under flera år redaktör och ansvarig utgivare för tidskriften Brand. Högberg är begravd på Skogskyrkogården i Stockholm.